# Fabiano Cezar Viegas
Fabiano Cezar Viegas, ou simplesmente Fabiano (Getúlio Vargas, 4 de agosto de 1975), é um ex-futebolista brasileiro que atuava como zagueiro.

## Carreira

### Flamengo
Fabiano começou sua carreira no Flamengo em 1993, quando tinha somente 18 anos. Oscilou bons e maus momentos, contudo, nunca se firmou como um grande zagueiro nos seis anos em que ficou na Gávea. 

### Atlético
Em 1999, deixou o Rio e foi jogar no Atlético-PR. Após uma ótima passagem pelo clube paranaense , seguiu rumo ao Japão .

### Retorno ao Brasil
Em três anos de futebol japonês, Fabiano chegou a jogar no Kashima Antlers e no Vegalta Sendai, tendo conquistado títulos somente com o primeiro. No retorno ao Brasil, passou novamente pelo Atlético-PR e Flamengo, todavia, em 2006, acertou sua trasferência para o Goiás.

## Títulos
Flamengo
- Taça Cidade do RJ: 1993
- Torneio Internacional de Kuala Lumpur: 1994
- Taça Guanabara: 1996 e 1999
- Taça Rio: 1996
- Campeonato Carioca: 1996 e 1999
- Copa Ouro: 1996
- Taça 15 anos do SBT: 1996
- Torneio Quadrangular de Brasília: 1997
- Copa dos Campeões Mundiais: 1997
- Taça Cidade de Juiz de Fora: 1997
- Copa Rede Bandeirante: 1997

Atlético-PR
- Campeonato Paranaense: 2000
- Copa do Paraná: 2003
- Copa Sesquicentenário do Parana: 2003

Kashima Antlers
- Campeonato Japonês: 2000, 2001
- Copa do Imperador: 2000
- Copa da Liga Japonesa: 2000

Goiás
- Campeonato Goiano: 2006